# Schizocarpum liebmannii
Schizocarpum liebmannii är en gurkväxtart som beskrevs av Célestin Alfred Cogniaux. Schizocarpum liebmannii ingår i släktet Schizocarpum och familjen gurkväxter. Inga underarter finns listade i Catalogue of Life.